# Bretagne-de-Marsan
Bretagne-de-Marsan es una comuna francesa situada en el departamento de Landas, en la región de Nueva Aquitania.

## Demografía
| 454 | 542 | 573 | 750 | 834 | 911 | 1643 |
| Para los censos de 1962 a 1999 la población legal corresponde a la población sin duplicidades (Fuente: INSEE [Consultar]) |     |     |     |     |     |      |